# Лопаш (Трстеник)
Лопаш је насеље у Србији у општини Трстеник у Расинском округу. Према попису из 2022. било је 549 становника (према попису из 1991. било је 903 становника).

## Демографија
У насељу Лопаш живи 670 пунолетних становника, а просечна старост становништва износи 43,0 година (42,1 код мушкараца и 43,8 код жена). У насељу има 257 домаћинстава, а просечан број чланова по домаћинству је 3,11.
Ово насеље је великим делом насељено Србима (према попису из 2002. године), а у последња три пописа, примећен је пад у броју становника.
|  |

| Демографија | Демографија | Демографија |
| Година      | Становника  | Становника  |
| ----------- | ----------- | ----------- |
| 1948.       | 1.035       |             |
| 1953.       | 1.011       |             |
| 1961.       | 960         |             |
| 1971.       | 990         |             |
| 1981.       | 961         |             |
| 1991.       | 903         | 860         |
| 2002.       | 800         | 860         |

| Етнички састав према попису из 2002.‍ | Етнички састав према попису из 2002.‍ | Етнички састав према попису из 2002.‍ | Етнички састав према попису из 2002.‍ | Етнички састав према попису из 2002.‍ |
| ------------------------------------ | ------------------------------------ | ------------------------------------ | ------------------------------------ | ------------------------------------ |
|                                      |                                      |                                      |                                      |                                      |
| Срби                                 | Срби                                 |                                      | 785                                  | 98,12%                               |
| Црногорци                            | Црногорци                            |                                      | 8                                    | 1,0%                                 |
| Бугари                               | Бугари                               |                                      | 2                                    | 0,25%                                |
| Мађари                               | Мађари                               |                                      | 1                                    | 0,12%                                |
| непознато                            | непознато                            |                                      | 0                                    | 0,0%                                 |

| Година пописа     | 1948. | 1953. | 1961. | 1971. | 1981. | 1991. | 2002. |
| ----------------- | ----- | ----- | ----- | ----- | ----- | ----- | ----- |
| Број домаћинстава | 182   | 196   | 228   | 247   | 258   | 251   | 257   |

| Број чланова      | 1  | 2  | 3  | 4  | 5  | 6  | 7 | 8 | 9 | 10 и више | Просек |
| ----------------- | -- | -- | -- | -- | -- | -- | - | - | - | --------- | ------ |
| Број домаћинстава | 50 | 60 | 47 | 55 | 15 | 19 | 9 | 1 | 1 | 0         | 3,11   |

| Пол    | Укупно | Неожењен/Неудата | Ожењен/Удата | Удовац/Удовица | Разведен/Разведена | Непознато |
| ------ | ------ | ---------------- | ------------ | -------------- | ------------------ | --------- |
| Мушки  | 333    | 82               | 227          | 19             | 5                  | 0         |
| Женски | 356    | 51               | 221          | 77             | 7                  | 0         |
| УКУПНО | 689    | 133              | 448          | 96             | 12                 | 0         |

| Пол    | Укупно                    | Пољопривреда, лов и шумарство | Рибарство                            | Вађење руде и камена | Прерађивачка индустрија       |
| ------ | ------------------------- | ----------------------------- | ------------------------------------ | -------------------- | ----------------------------- |
| Мушки  | 185                       | 53                            | 0                                    | 0                    | 82                            |
| Женски | 92                        | 24                            | 0                                    | 0                    | 31                            |
| УКУПНО | 277                       | 77                            | 0                                    | 0                    | 113                           |
| Пол    | Производња и снабдевање   | Грађевинарство                | Трговина                             | Хотели и ресторани   | Саобраћај, складиштење и везе |
| Мушки  | 4                         | 6                             | 18                                   | 3                    | 4                             |
| Женски | 0                         | 0                             | 12                                   | 4                    | 1                             |
| УКУПНО | 4                         | 6                             | 30                                   | 7                    | 5                             |
| Пол    | Финансијско посредовање   | Некретнине                    | Државна управа и одбрана             | Образовање           | Здравствени и социјални рад   |
| Мушки  | 2                         | 6                             | 1                                    | 2                    | 1                             |
| Женски | 1                         | 3                             | 0                                    | 5                    | 8                             |
| УКУПНО | 3                         | 9                             | 1                                    | 7                    | 9                             |
| Пол    | Остале услужне активности | Приватна домаћинства          | Екстериторијалне организације и тела | Непознато            | Непознато                     |
| Мушки  | 1                         | 0                             | 0                                    | 2                    | 2                             |
| Женски | 1                         | 0                             | 0                                    | 2                    | 2                             |
| УКУПНО | 2                         | 0                             | 0                                    | 4                    | 4                             |